# Nectoliparis pelagicus
Nectoliparis pelagicus és una espècie de peix pertanyent a la família dels lipàrids i l'única del gènere Nectoliparis. Fa 6,5 cm de llargària màxima. És un peix marí, de clima temperat (66°N-34°N) i batipelàgic que viu entre 0-3.383 m de fondària (normalment, entre 0-238). Es troba al Pacífic nord: Rússia, el Japó, els Estats Units (incloent-hi Alaska) i el Canadà. És inofensiu per als humans.